# 11144 Radiocommunicata
11144 Radiocommunicata (1997 CR1) là một tiểu hành tinh vành đai chính được phát hiện ngày 2 tháng 2 năm 1997 bởi J. Ticha và M. Tichy ở Klet.